# Andraos Salama
Andraos Salama (arabisch أندراوس سلامة, DMG Andrāwis Salāma; * 29. Oktober 1931 in Kairo; † 6. Dezember 2005) war ein ägyptischer koptisch-katholischer Geistlicher und Bischof von Gizeh.

## Leben
Andraos Salama trat 1941 ins Kleine Seminar in Kairo ein. Er besuchte zunächst das Jesuitenkolleg in Kairo und später das Kolleg Saint-Louis der Weißen Väter in Tanta. Ab 1950 studierte Salama Philosophie und Katholische Theologie am Päpstlichen Athenaeum De Propaganda Fide in Rom. Am 22. Dezember 1956 empfing er in Rom das Sakrament der Priesterweihe. Nach weiterführenden Studien erwarb er 1957 am Päpstlichen Athenaeum De Propaganda Fide ein Lizenziat im Fach Philosophie.
Von 1957 bis 1968 lehrte Andraos Salama Philosophie am Priesterseminar in Maadi. Danach setzte er seine Studien am Institut Catholique de Paris fort und wurde 1970 mit der Arbeit Transcendance de la personne humaine dans la philosophie de l’amour chez Nédoncelle („Transzendenz der menschlichen Person in der Philosophie der Liebe bei Nédoncelle“) im Fach Philosophie promoviert. Nach der Rückkehr in seine Heimat wurde Salama Subregens des Priesterseminars in Maadi. Von 1974 bis 1984 fungierte er als nationaler Direktor der Päpstlichen Missionswerke. Zudem war er von 1976 bis 1978 Regens des Priesterseminars in Maadi und von 1977 bis 1978 Direktor der Zeitschrift Șadīq al-Kāhin („Freund des Priesters“). Ab 1984 war Salama Protosynkellos der Eparchie Alexandria.
Die Synode der Bischöfe der koptisch-katholischen Kirche wählte ihn zum Weihbischof in Alexandria. Am 1. November 1988 stimmte Papst Johannes Paul II. dieser Wahl zu und ernannte ihn zum Titularbischof von Barca. Der koptisch-katholische Patriarch von Alexandrien, Stephanos II. Ghattas CM, spendete ihm am 5. Februar 1989 die Bischofsweihe; Mitkonsekratoren waren der Bischof von Assiut, Youhanna Nueir OFM, und der Bischof von Ismayliah, Athanasios Abadir. Als Weihbischof blieb Andraos Salama weiterhin Protosynkellos und war zusätzlich für die südliche Region der Eparchie Alexandria zuständig. Am 20. Oktober 1990 berief ihn Johannes Paul II. zudem für fünf Jahre zum Mitglied des Päpstlichen Rates für den Interreligiösen Dialog.
Am 29. September 2002 wählte ihn die Synode der Bischöfe der koptisch-katholischen Kirche zum ersten Bischof der mit selbem Datum errichteten Eparchie Gizeh. Dieser Wahl stimmte Papst Johannes Paul II. am 21. März 2003 zu. Die Amtseinführung erfolgte am 4. Mai desselben Jahres. Auf Salamas Initiative hin wurden katholische Krankenhäuser in Bani Suwaif und Imbaba errichtet.
Andraos Salama starb am 6. Dezember 2005 und wurde auf dem Friedhof der Kathedrale Unserer Lieben Frau von Ägypten in Nasr City, einem Stadtteil von Kairo, beigesetzt.

## Schriften
- Transcendance de la personne humaine dans la philosophie de l’amour chez Nédoncelle. Institut Catholique, Paris 1970, OCLC 913288359.
- Athanase et la recherche rationnelle et éclairée de la foi et de l’amour en Dieu. In: Șadīq al-Kāhin. Band 13, 1973, S. 125–142.
- Le Message du Sécretariat aux Musulmans pour la fin du Ramadam 1407/1987 et ses échos dans le monde. In: Bulletin. Secretariatus Pro non Christianis. Band 22, 1987, S. 307–314.
- Les mariages entre chrétiens et musulmans approches pastorales. In: Bulletin. Pontificium Consilium pro Dialogo inter Religiones. Band 24, 1989, S. 59–76.